# NXT UK Women’s Championship
NXT UK Women’s Championship – były tytuł mistrzowski dla kobiet profesjonalnego wrestlingu stworzony i promowany przez federację WWE w brytyjskim oddziale NXT UK. Było to drugorzędne mistrzostwo kobiet federacji.

## Historia

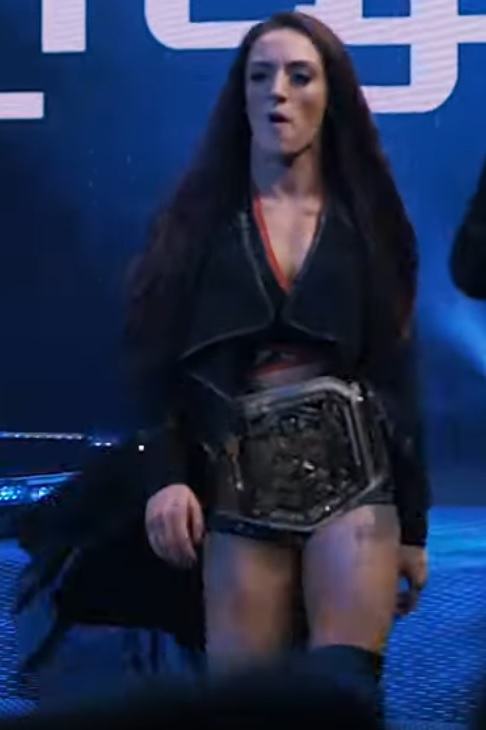
Najdłużej panująca mistrzyni Kay Lee Ray wraz z pasem mistrzowskim zawieszonym na tułowiu

NXT UK rozpoczęło swoją działalność pod koniec 2016 roku, jednak dopiero w 2018 roku oficjalnie zostało uznane za gałąź branżowa federacji i reprezentację brandu NXT, w Wielkiej Brytanii. Podczas United Kingdom Championship Tournament, które odbyło się 18 czerwca 2018, WWE ogłosiło wprowadzenie dwóch nowych tytułów mistrzowskich dla NXT UK, czyli NXT UK Tag Team Championship oraz NXT UK Women’s Championship. Wraz z wprowadzeniem mistrzostwa kobiet zaplanowano dwudniowy turniej, z udziałem ośmiu kobiet, który miał na celu wyłonienie mistrzyni inauguracyjnej. W finale turnieju, który został nagrany 26 sierpnia 2018 roku, znalazły się Rhea Ripley i Toni Storm, gdzie Ripley odniosła zwycięstwo i została pierwszą posiadaczką mistrzostwa. Wszystkie starcia zostały wyemitowane 14, 21 i 28 listopada.
W sierpniu 2022 roku, WWE ogłosiło, że brand NXT UK zostanie zawieszony i ponownie uruchomi się jako NXT Europe w 2023 roku. W związku z tym mistrzostwa NXT UK zostały zunifikowane w ich odpowiednikami mistrzostw NXT. Następnie, NXT UK Women’s Championship zostało zdezaktywowane 4 września 2022 roku na Worlds Collide. Na gali, NXT Women’s Champion Mandy Rose pokonała NXT UK Women’s Champion Meiko Satomurę i Blair Davenport w Triple Threat matchu i zunifikowała oba kobiece tytuły. Satomura jest uznawana jako ostatnia NXT UK Women’s Championka z Rose jako zunifikowana NXT Women’s Championka.

### Inauguracyjny turniej
|  | Ćwierćfinały NXT UK 25 sierpnia 2018 (Wyemitowano 14 i 21 listopada 2018) | Ćwierćfinały NXT UK 25 sierpnia 2018 (Wyemitowano 14 i 21 listopada 2018) | Ćwierćfinały NXT UK 25 sierpnia 2018 (Wyemitowano 14 i 21 listopada 2018) |             |     | Półfinały NXT UK 26 sierpnia 2018 (Wyemitowano 21 listopada 2018) | Półfinały NXT UK 26 sierpnia 2018 (Wyemitowano 21 listopada 2018) | Półfinały NXT UK 26 sierpnia 2018 (Wyemitowano 21 listopada 2018) |  |  | Finał NXT UK 26 sierpnia 2018 (Wyemitowano 28 listopada 2018) | Finał NXT UK 26 sierpnia 2018 (Wyemitowano 28 listopada 2018) | Finał NXT UK 26 sierpnia 2018 (Wyemitowano 28 listopada 2018) |  |
|  |                                                                           |                                                                           |                                                                           |             |     |                                                                   |                                                                   |                                                                   |  |  |                                                               |                                                               |                                                               |  |
|  | Dakota Kai                                                                | Dakota Kai                                                                | Pin                                                                       |             |     |                                                                   |                                                                   |                                                                   |  |  |                                                               |                                                               |                                                               |  |
|  | Dakota Kai                                                                | Dakota Kai                                                                | Pin                                                                       |             |     |                                                                   |                                                                   |                                                                   |  |  |                                                               |                                                               |                                                               |  |
|  | Nina Samuels                                                              |                                                                           |                                                                           |             |     |                                                                   |                                                                   |                                                                   |  |  |                                                               |                                                               |                                                               |  |
|  |                                                                           | Dakota Kai                                                                |                                                                           |             |     |                                                                   |                                                                   |                                                                   |  |  |                                                               |                                                               |                                                               |  |
|  |                                                                           |                                                                           |                                                                           |             |     |                                                                   |                                                                   |                                                                   |  |  |                                                               |                                                               |                                                               |  |
|  |                                                                           |                                                                           | Rhea Ripley                                                               | Rhea Ripley | Pin |                                                                   |                                                                   |                                                                   |  |  |                                                               |                                                               |                                                               |  |
|  | Rhea Ripley                                                               | Rhea Ripley                                                               | Rhea Ripley                                                               | Rhea Ripley | Pin | Pin                                                               |                                                                   |                                                                   |  |  |                                                               |                                                               |                                                               |  |
|  | Rhea Ripley                                                               | Rhea Ripley                                                               |                                                                           |             |     |                                                                   |                                                                   |                                                                   |  |  |                                                               |                                                               |                                                               |  |
|  | Xia Brookside                                                             |                                                                           |                                                                           |             |     |                                                                   |                                                                   |                                                                   |  |  |                                                               |                                                               |                                                               |  |
|  |                                                                           | Rhea Ripley                                                               | Rhea Ripley                                                               | Pin         |     |                                                                   |                                                                   |                                                                   |  |  |                                                               |                                                               |                                                               |  |
|  |                                                                           |                                                                           |                                                                           |             |     |                                                                   |                                                                   |                                                                   |  |  |                                                               |                                                               |                                                               |  |
|  |                                                                           |                                                                           | Toni Storm                                                                |             |     |                                                                   |                                                                   |                                                                   |  |  |                                                               |                                                               |                                                               |  |
|  | Jinny                                                                     | Jinny                                                                     | Pin                                                                       |             |     |                                                                   |                                                                   |                                                                   |  |  |                                                               |                                                               |                                                               |  |
|  | Jinny                                                                     | Jinny                                                                     | Pin                                                                       |             |     |                                                                   |                                                                   |                                                                   |  |  |                                                               |                                                               |                                                               |  |
|  | Millie McKenzie                                                           |                                                                           |                                                                           |             |     |                                                                   |                                                                   |                                                                   |  |  |                                                               |                                                               |                                                               |  |
|  |                                                                           | Jinny                                                                     |                                                                           |             |     |                                                                   |                                                                   |                                                                   |  |  |                                                               |                                                               |                                                               |  |
|  |                                                                           |                                                                           |                                                                           |             |     |                                                                   |                                                                   |                                                                   |  |  |                                                               |                                                               |                                                               |  |
|  |                                                                           |                                                                           | Toni Storm                                                                | Toni Storm  | Pin |                                                                   |                                                                   |                                                                   |  |  |                                                               |                                                               |                                                               |  |
|  | Toni Storm                                                                | Toni Storm                                                                | Toni Storm                                                                | Toni Storm  | Pin | Pin                                                               |                                                                   |                                                                   |  |  |                                                               |                                                               |                                                               |  |
|  | Toni Storm                                                                | Toni Storm                                                                |                                                                           |             |     |                                                                   |                                                                   |                                                                   |  |  |                                                               |                                                               |                                                               |  |
|  | Isla Dawn                                                                 |                                                                           |                                                                           |             |     |                                                                   |                                                                   |                                                                   |  |  |                                                               |                                                               |                                                               |  |

## Wygląd pasa mistrzowskiego
Podobnie tak jak w pasach mistrzostw kobiet Raw i SmackDown pas jest biały i dopasowany do kobiecej sylwetki. Na wzór NXT United Kingdom Championship na płycie głównej znajduje się wzór królewskiego herbu Wielkiej Brytanii, wraz z logo NXT UK i napisem Women's Champion. Tak jak większość pasów mistrzowskich WWE, projekt zawiera płyty boczne, które są wymieniane po każdej zmianie mistrzyni na jej logo. Ozdoby utrzymane są w kolorach herbu Wielkiej Brytanii, w połączeniu ze złotem.

## Panowania
W historii były cztery mistrzynie i wszystkie posiadały tytuł jednokrotnie. Pierwszą mistrzynią była Rhea Ripley, która posiadała tytuł najkrócej ze wszystkich, bo 139 dni (WWE uznaje tylko 44 dni, ze względu na późną emisję). Jedyne panowanie Kay Lee Ray trwało rekordowe 649 dni, co czyni ją również najdłużej panującą mistrzynią kobiet, w historii WWE od 1984 roku. Ripley jest najmłodszą mistrzynią, wygrywając tytuł w wieku 21 lat, a Meiko Satomura była najstarszą, wygrywając tytuł, gdy miała 41 lat.
| Nr        | Ogólny numer panowania                                                     |
| Panowanie | Liczba panowań konkretnego mistrza                                         |
| Dni       | Liczba dni panowania                                                       |
| Dni roz.  | Dni panowania, które są uznawane przez federację na jej oficjalnej stronie |
| +         | Oznacza, że liczba dni w posiadaniu wzrasta z kolejnym dniem               |

| Nr | Mistrzyni      | Zmiana mistrza                | Zmiana mistrza      | Zmiana mistrza     | Statystyki panowania | Statystyki panowania | Statystyki panowania | Notka | Odn.  |
| Nr | Mistrzyni      | Data                          | Gala                | Miejsce            | Panowanie            | Dni                  | Dni roz.             | Notka | Odn.  |
| -- | -------------- | ----------------------------- | ------------------- | ------------------ | -------------------- | -------------------- | -------------------- | --- | ----- |
| 1  | Rhea Ripley    | 26 sierpnia 2018              | NXT UK              | Birmingham, Anglia | 1                    | 139                  | 44                   | Pokonała Toni Storm w finale turnieju stając się inauguracyjną mistrzynią. Wyemitowano 28 listopada 2018. | [ 4 ] |
| 2  | Toni Storm     | 12 stycznia 2019              | TakeOver: Blackpool | Blackpool, Anglia  | 1                    | 231                  | 230                  | | [ 7 ] |
| 3  | Kay Lee Ray    | 31 sierpnia 2019              | TakeOver: Cardiff   | Cardiff, Walia     | 1                    | N/A                  | 649                  | | [ 8 ] |
| 4  | Meiko Satomura | 10 czerwca 2021 (data emisji) | NXT UK              | Londyn, Anglia     | 1                    | N/A                  | 451                  | Dokładna data nagrania odcinka, w którym Satomura zdobyła tytuł nie jest znana. Wyemitowano 10 czerwca 2021. | [ 9 ] |
| —  | Unifikacja     | 4 września 2022(dts)          | Worlds Collide      | Orlando, FL        | —                    | —                    | —                    | Mandy Rose pokonała Meiko Satomurę i Blair Davenport w Triple Threat matchu unifikując NXT UK Women’s Championship z NXT Women’s Championship. NXT UK Women’s Championship zostało zdezaktywowane z Satomurą uznawaną jako ostatnią mistrzynią. Rose poszła naprzód jako zunifikowana NXT Women’s Championka. | [ 5 ] |

## Łączna liczba posiadań
| Miejsce | Mistrzyni      | Liczba panowań | Łączna liczba dni | Łączna liczba dni według WWE |
| ------- | -------------- | -------------- | ----------------- | ---------------------------- |
| 1       | Kay Lee Ray    | 1              | N/A               | 649                          |
| 2       | Meiko Satomura | 1              | N/A               | 451                          |
| 3       | Toni Storm     | 1              | 230               | 230                          |
| 4       | Rhea Ripley    | 1              | 139               | 44                           |